# Sport équestre
Ne doit pas être confondu avec sport hippique.
Le sport équestre est l'ensemble des disciplines équestres sportives qui ont pour point commun l'utilisation des capacités athlétiques et esthétiques du cheval. Ces disciplines donnent lieu à des compétitions sportives appelées concours. La formation et la pratique des sports équestres se déroulent généralement dans un centre équestre. Les courses de chevaux soumises à des paris mutuels et dont la finalité première est de remporter une course ne font pas partie des sports équestres mais constituent une catégorie à part, le sport hippique.
Trois disciplines relevant des sports équestres sont des sports olympiques : le dressage, le concours complet d'équitation et le saut d'obstacles.

## Historique
Le sport équestre contemporain est apparu à la fin du XIXe siècle lorsque le cheval perd son rôle utilitaire, notamment comme cheval de guerre, et que l'équitation de loisir et l'équitation sportive se développent. Le saut d'obstacles devient discipline olympique en 1900, le dressage et le concours complet en 1912. Elles demeurent les trois seules disciplines équestres admises aux Jeux olympiques. Jusqu'aux Jeux olympiques de 1900, le saut en longueur et le saut en hauteur à cheval faisaient partie des disciplines olympiques. Aux Jeux olympiques de 1920, la voltige (individuelle et par équipe) était une discipline olympique. À l'occasion des Jeux olympiques d'été de 2004, par souci de rentabilité et pour faciliter les retransmissions télévisées, le concours complet a été allégé de deux épreuves, le steeple-chase et le routier. Depuis lors, ces deux tests ont progressivement disparu des concours internationaux et nationaux et ce nouveau format avec trois épreuves est devenu la norme.
Les premières compétitions d'équitation académique eurent lieu en 1929 à l'initiative des fédérations nationales qui décidèrent de s'affronter. Pour ce faire, elles déterminèrent un premier règlement qui imposa un programme précis, limité dans le temps, et elles établirent un jugement relatif. Ces premières compétitions, tout comme les sports équestres furent d'abord pratiqués en Europe et par des militaires. L'essor du sport équestre et son ouverture à un large public date des années 1940.
Le sport équestre est régi au niveau international par la Fédération équestre internationale (FEI) qui fut fondée en 1921. Les disciplines qu'elle administre et ordonne en dehors des disciplines olympiques sont l'attelage, la voltige, le reining en équitation western, l'endurance et le para-dressage. Le horse-ball a le statut de discipline régionale. La FEI organise tous les 4 ans, en alternance avec les Jeux olympiques, une compétition internationale, les Jeux équestres mondiaux (JEM), sur un même lieu et dans les huit disciplines majeures qu'elle reconnaît. Les JEM se sont tenus pour la première fois en août et septembre 2006 à Aix-la-Chapelle (Allemagne), puis en 2010 à Lexington (États-Unis), en 2014 en Normandie, principalement à Caen, à Tryon (États-Unis) en 2018 et enfin à Herning (Danemark) et  Rocca di Papa (Italie) en 2022.
La Fédération française d'équitation (FFE) date aussi de 1921. En dehors des trois disciplines olympiques et des disciplines internationales sous la gouverne de la FEI, elle administre et ordonne les autres disciplines équestres qu'elle reconnait tels le hunter, la monte en amazone et l'équitation d'extérieur ou des activités de jeu comme les poney-games.

## Le sport équestre en France
20 000 journées de concours, réunissant 160 000 compétiteurs, sont organisées en France chaque année sous l'égide de la FFE. En 2018, plus de 3 000 cavaliers concoururent dans les circuits Pro FFE pour se préparer aux compétitions internationales et 130 d’entre eux ont le statut de sportif de haut niveau.
Les cavaliers bénéficient de la formation prodiguée par les enseignants diplômés des poney-clubs et des centres équestres labélisés par la FFE. Les jeunes peuvent s'initier à la compétition sur le circuit dédié des compétitions clubs et poneys. Les circuits de compétition proposés par la FFE permettent aux cavaliers de s'aguerrir dans leur discipline jusqu’à atteindre l’objectif annuel des championnats de France. Les meilleurs jeunes cavaliers à poney se préparent sur les circuits Tournée des As Poney et Super As, qui servent de sélection aux épreuves internationales dédiées aux 16 ans et moins. En juillet, le Generali Open de France accueille les jeunes cavaliers à poney, puis les pratiquants des clubs pour des championnats de France qui leur sont réservés.
Pour les cavaliers plus aguerris, la FFE propose des circuits de compétition pour les divisions Amateurs, puis Professionnels. En 2018, on dénombre 30 000 cavaliers licenciés Compétition Amateur et 3 000 Compétition Pro. La fédération propose un circuit Grand National FFE dans les trois disciplines olympiques et organise les championnats de France Master Pro. Trois circuits dédiés, le French Tour pour le saut d'obstacles, le Dress Tour pour le dressage et l'Eventing Tour en concours complet regroupent les concours internationaux organisés dans l'hexagone.
Le sport équestre représente en France un enjeux économique non négligeable car il permet de dynamiser toute la filière équine qui, outre les clubs et les écoles d'équitation, comprend l’élevage des équidés, la production d’aliments et tous les métiers nécessaires au développement des sports équestres tels que les vétérinaires, les maréchaux-ferrants ou bien encore les fournisseurs d'équipements pour les chevaux et cavaliers.

## Principales disciplines équestres

### Disciplines olympiques
- Concours complet d'équitation (CCE), appelée aussi par raccourci « complet » ou « concours complet ». Lors d'un concours complet, le cavalier doit enchainer trois tests distincts avec le même cheval, d'abord une reprise de dressage permettant de juger la qualité de son emploi des aides et du dressage de sa monture, puis un cross qui permet de vérifier la franchise du couple sur des obstacles fixes et la maîtrise d’une vitesse imposée en équitation d’extérieur, et enfin une épreuve de saut d'obstacles qui permet d'apprécier la capacité du couple à enchainer un parcours avec les gestes techniques appropriés, mais aussi l'aptitude du cavalier à gérer sa monture sur l'ensemble des épreuves, cette épreuve intervenant en fin de concours après des efforts répétés. Le concours complet se pratique sur cheval et sur poney. Il est principalement effectué en extérieur et requiert une expérience du cavalier dans les disciplines des trois tests ainsi qu'une connaissance précise des moyens de son cheval[5],[2]. Ce dernier, pour sa part, doit avoir reçu une formation multiple, résultant un entrainement intelligent et rationnel[6].
- Dressage : discipline mère de toute l'équitation car elle juge de la qualité de la communication du cavalier avec son cheval en appréciant les qualités de soumission, de légèreté et de brillant acquises par le cheval, le tact équestre du cavalier et l'harmonie du couple cheval-cavalier. Les épreuves de dressage se déroulent sur un terrain de 60 m x 2 m, parfaitement plat et délimité, et dont des lettres jalonnant la piste servent de points de repère pour l'exécution des mouvements demandés, appelés figures. L'ensemble de ces figures constitue une reprise qui doit être exécutée dans un temps déterminé et qui est notée par des juges[6]. Les figures peuvent être imposées ou libres et sont exécutées aux différentes allures : pas, trot et galop. Les figures libres sont exécutées en musique. Cette discipline permet de développer les qualités du poney ou du cheval tout en tendant à le rendre calme, souple, attentif, confiant et brillant. Les épreuves de dressage permettent aussi d'apprécier la complicité entre le cheval ou poney et son cavalier. Le dressage constitue la base de toutes les disciplines équestres. Elle vise à améliorer les qualités intrinsèques du cheval comme la locomotion, la souplesse et l’équilibre. La formation du cavalier passe nécessairement par son initiation aux méthodes de dressage afin qu'il puisse progressivement dresser lui‐même son cheval ou poney[7].
- Concours de saut d'obstacles (CSO) : discipline équestre olympique la plus pratiquée en compétition et dans laquelle un cavalier et sa monture franchissent des barres d'obstacles mobiles. Ses aspects ludiques et spectaculaires ainsi que la simplicité de ses règles y sont pour beaucoup. Les concours de saut d'obstacles permettent de mettre en évidence les qualités de maniabilité, de franchise, de rapidité, d'adresse et de puissance des chevaux ainsi que leur respect de l'obstacle. Elles permettent d'apprécier la qualité de l'équitation du cavalier. Les chevaux ou poneys doivent franchir dans un temps imparti, sans renverser de barres ni refuser ou dérober, des obstacles répartis sur un terrain selon un tracé obligatoire dessiné par le chef de piste[6],[8]. Le cheval et le cavalier doivent avoir une bonne technique et une certaine agilité pour résoudre les difficultés d'un parcours. Le type d'obstacle, les distances, les angles, les virages sont variés et obligent le cavalier à adapter sa monte en fonction de chaque obstacle. Il doit modifier la vitesse, l'amplitude, l'impulsion et la trajectoire de son cheval pour réussir son parcours plus vite que les autres concurrents[8].

### Discipline paralympique
- Para-dressage : discipline s’adressant aux cavaliers ayant des déficiences motrices ou visuelles qui ne leur permettent pas un usage complet de leur corps ou de leur vision. En fonction de leur handicap, les cavaliers sont classifiés dans cinq catégories nommées Grades[9]. Le para dressage consiste à présenter lors de reprises, les figures et les mouvements du dressage classique mettant en valeur la qualité du dressage et de la locomotion du cheval. Toutes les références à l’emploi des aides sont adaptées afin de permettre l’utilisation d’autres parties du corps et/ou des aides compensatoires appropriées et officiellement approuvées[10]. L’équitation handisport, gérée par la FEI, est au programme des Jeux Paralympiques où elle est le seul sport paralympique auquel hommes et femmes participent dans les mêmes conditions[11] et où le cavalier ou la cavalière, ainsi que le cheval, sont déclarés médaillés paralympiques. L’équitation dite para équestre est inscrite au programme des Jeux Mondiaux depuis 2010[12].

### Disciplines internationales
- Endurance : l'objectif de la discipline est de parcourir de longues distances en extérieur avec son cheval, avec ou sans limitation de vitesse, sur un itinéraire balisé, avec des examens vétérinaires validant la capacité du poney ou du cheval à parcourir de longues distances. L’endurance équestre est pratiquée individuellement ou en équipe[13]. Depuis la fin des années 1970, ce type d'équitation a connu une véritable montée en puissance dans les pays européens et arabes.
- Voltige en cercle : entre équitation, gymnastique et acrobatie, cette discipline consiste à effectuer, individuellement ou en équipe, des figures sur un cheval ou un poney au pas ou au galop qui est tenu en longe. Ce dernier est équipé d’un surfaix et d’un large tapis permettant aux voltigeurs d’effectuer une série de figures libres ou imposées. Au niveau des concours Club, les épreuves permettent de juger du liant, de la fixité et de l’aisance du voltigeur sur un poney ou un cheval d’instruction habitué au travail à la longe tout en offrant aussi aux voltigeurs et aux longeurs la possibilité de se former[14].
- Attelage : discipline dans laquelle un meneur conduit un ou plusieurs poneys ou chevaux attelés à une voiture, cette dernière pouvant aussi emmener des coéquipiers. Les compétitions d'attelage comportent jusqu'à trois tests, le dressage constitué d'un enchainement de figures imposées évaluées par des juges, le marathon qui est constitué d’un parcours souvent spectaculaire en terrain varié où les attelages enchainent des difficultés techniques appelées « obstacles », et la maniabilité qui consiste à passer à allure libre, une succession de portes matérialisées par des cônes appelées obstacles, des balles posées sur les cônes engendrent des pénalités lorsque l’attelage les fait tomber. Ces différents tests permettent de juger de la compétence et l’habileté du meneur d'une part, et la bonne condition physique, la franchise, la soumission et la souplesse des poneys ou chevaux d'autre part. L’attelage se pratique en compétition avec 1, 2, 4 poneys ou 1, 2, 4 chevaux. Aux Jeux Équestres Mondiaux, seuls concourent les attelages 4 chevaux, catégorie phare de cette discipline. En dehors des trois tests majeurs, des tests préparatoires sont proposés en compétition : le test d'adresse pour les débutants, le test de dressage combiné qui allie un parcours de maniabilité avec des figures imposées de dressage, et le test de maniabilité combinée qui associe un parcours de maniabilité avec des obstacles de marathon[15].
- Reining : épreuve de dressage de l'équitation western. C'est la seule des différentes épreuves de cette discipline à être reconnue au niveau international. Originaire des États-Unis, comme les autres épreuves de l'équitation western, elle est issue de l'équitation de travail propre aux cavaliers devant convoyer du bétail[16]. Le cavalier doit guider et contrôler son cheval sans que celui-ci manifeste de résistance apparente. Tout mouvement à l’initiative du cheval est considéré comme un manque de contrôle du cavalier. Le cheval ne doit pas dévier du parcours prévu, toute déviation constituant une faute pour laquelle des points sont perdus en fonction de la gravité de la déviation. Le reining implique de savoir diriger le cheval et contrôler chacun de ses mouvements[17].

### Discipline classée régionale pour l'Europe par la FEI
- Horse-ball : sport collectif inventé en France à la fin des années 1970. Mélange de rugby et de basket, il s’inspire tout à la fois du pato argentin, du bouzkachi afghan et de jeux équestres pratiqués dans les années 1930 par des cavaliers de la Garde républicaine. Deux équipes de six cavaliers, dont deux remplaçants, s'affrontent sur un terrain de 70x30m. Elles doivent envoyer un ballon dans le but adverse situé à l'extrémité du terrain après un jeu de passes. Les équipes doivent défendre leur panier (un cerceau vertical placé à 3,5 mètres du sol) contre les buts de l'équipe adverse. Les règles sont simples : ne pas garder le ballon dans les mains plus de 10 secondes, faire 3 passes avant de pouvoir marquer un but, ne pas descendre de cheval pour ramasser le ballon… Le ballon est maintenu dans un harnachement de cuir comprenant des poignées solides qui permettent à la fois l'arrachage et sa récupération au sol sans descendre de cheval, mais en se penchant. Au niveau international, le horse-ball est géré par la FIHB, Fédération Internationale de Horse Ball[18].

### Disciplines proposées par la FFE

#### Disciplines classiques
- Hunter : pratiqué couramment aux États-Unis, discipline intermédiaire entre le saut d'obstacles et le dressage, le Hunter consiste à enchaîner un parcours d’obstacles avec la plus grande harmonie possible. Les compétitions de Hunter Équitation ont pour but de juger la position, le niveau d’équitation et l’emploi des aides du concurrent, les juges devant déterminer le cavalier qui a la meilleure attitude et qui, par son niveau d’équitation et l’emploi de ses aides, est le plus apte à résoudre avec précision, justesse et discrétion les difficultés techniques imposées tout au long d'un parcours d'obstacles. Les compétitions de Hunter Style ont pour but de juger le modèle, la locomotion, le comportement, la technique et le style à l’obstacle du poney ou du cheval[19]. Conçu à l'origine pour occuper les cavaliers de chasse à courre en dehors des périodes de vénerie, cette discipline intègre dans la notation la recherche de l'élégance dans le toilettage des chevaux et la tenue des cavaliers. Les obstacles sont plus massifs, naturels et appelés que dans les épreuves de CSO. Si le cavalier est pénalisé lorsque les barres et les éléments qui composent les obstacles tombent ou si le cheval refuse, la manière dont le couple cavalier-cheval effectue le parcours, fine et élégante, entre dans la note finale pour le classement[20].
- Endurance en attelage : cette discipline est pratiquée avec tous les équidés et consiste à effectuer des épreuves à vitesse imposée en terrain varié avec des attelages composés au minimum d'un meneur et d'un équipier. Les épreuves appliquent les dispositions techniques de l'endurance[21].
- Equifeel : pratiquée à pied, le cheval étant en licol ou en liberté, cette discipline constitue en des tests ludiques où le cavalier met en valeur sa connivence avec son poney ou son cheval. Elle permet au cavalier de mieux appréhender sa relation avec son équidé et d'améliorer son ressenti dans ses interférences avec celui-ci[22].
- Équifun : ludique et pratiquée au seul niveau Club, cette discipline est d'abord pédagogique. Le couple cavalier/cheval doit effectuer un parcours composé d’obstacles variés au chronomètre. Cette discipline permet au cavalier d'améliorer sa maîtrise de son cheval ou poney, le parcours requérant des qualités de maniabilité et d'adresse, ainsi qu'une certaine technique de saut d'obstacles incluant le choix d'options. Elle permet par ailleurs d'améliorer le dressage des poneys et chevaux [23].
- Pony games : jeux par équipe consistant en une série d'épreuves en relais ou en ligne où le cavalier, qui évolue individuellement, doit faire preuve d'habilité motrice et d'agilité pour réaliser un parcours sans faute tout en étant le plus rapide (remonter sur son cheval au galop, déplacer des balles sur des cônes…). Cette discipline permet de se préparer, sous une forme ludique, à l’apprentissage de toutes les techniques équestres. En compétition internationale, cette discipline est nommée mounted games[24].
- Paddock polo ou polo club : consiste pour deux équipes de trois cavaliers et éventuellement trois remplaçants, à envoyer une balle avec un maillet dans des buts situés à chaque extrémité du terrain. Le règlement du polo s'applique au paddock polo.Cette discipline est gérée internationalement par la FIP (Fédération internationale de polo) et nationalement par la FFP (Fédération française de polo)[25].
- Ride and run : pratiquée au niveau Club, discipline équestre d’extérieur pratiquée en binôme, pour laquelle un concurrent est à cheval ou à poney et l’autre à pied, échangeant leurs rôles à plusieurs reprises sur un même parcours balisé. L'objectif est de terminer le parcours ensemble et le plus vite possible[26].
- Techniques de randonnée équestre de compétition (TREC) : cette discipline permet aux amoureux du « cheval nature » de se mesurer en compétition dans des épreuves qui font appel aux mêmes qualités que lors des randonnées. Elle se compose de 3 tests qui permettent d'acquérir au cavalier et à son cheval l’autonomie du voyage à cheval en toute sécurité. L'épreuve du POR (Parcours d'Orientation et de Régularité) consiste en une course d'orientation comportant des balises. On part avec une carte qu'on a préalablement recopiée. C'est une course, mais il ne faut revenir ni trop tôt ni trop tard au risque de pénalités. Sur le PTV (Parcours en Terrain Varié) le couple est amené à traverser différents dispositifs pour vérifier leur complicité et le dressage du cheval. Pour le dernier test, la MA (Maîtrise des Allures), il faut parcourir une ligne droite au galop le plus lent, puis au pas le plus rapide sans tomber dans l'allure inférieure ou supérieure. Les compétitions de TREC rassemblent de nombreux randonneurs qui désirent avant toute chose prouver leur complicité avec leur monture, en pleine nature et en régissant tous les aléas liés à la pratique de l'équitation d'extérieur, ainsi que la préparation correcte de leur cheval[27].
- Techniques de randonnée équestre de compétition en attelage (TREC en attelage) : discipline pratiquée en extérieur qui comporte trois tests, un parcours d'orientation et de régularité (POR), un parcours en terrain varié (PTV) et un test de maitrise des allures (MA). Attelé, le cheval doit démontrer qu'il réagit avec sérénité à tous les aléas de la randonnée en extérieur [28].
- Équitation western ou équitation américaine : comme son nom l'indique, il s'agit de l'équitation pratiquée à l'origine par les cow-boys. Elle s'est développée sur tous les continents et de nombreuses compétitions existent. Des disciplines comme le reining et le gymkhana sont particulièrement pratiquées. La FFE propose quatre types d'épreuves : des épreuves de performance (Showmanship, Horsemanship, Trail, Western pleasure, Western Riding) qui permettent à l'amateur d'aborder cette discipline en progressant dans la technique tout en découvrant le cheval et son mental, des épreuves de vitesse (Barrel Race, Pole Bending) et des épreuves de tri de bétail (Ranch Sorting) qui demeurent ludiques et faciles techniquement, et enfin des epreuves de dressage (Reining) qui permettent d'accéder au Haut-Niveau de la discipline[29].
- Travail à pied : le travail à la longe et le travail aux longues rênes sont les deux composantes de la discipline. Ces deux activités font partie intégrante de la formation des cavaliers et figurent au programme des épreuves de Galop[30]
- Aptitude Sport et Loisir : les épreuves d’Aptitude Sport et Loisir sont des épreuves de niveau Club consistent à enchaîner deux tests, un test d'Éducation et un parcours Combiné. Le test d'Éducation permet d'apprécier les qualités comportementales, la franchise, la gentillesse, la disponibilité et le dressage du cheval ou du poney. Le test de Combiné permet de juger ses qualités physiques, sa soumission et sa franchise, notamment lors du franchissement d'obstacles[31].
- Mountain Trail : discipline d'extérieur, les parcours de Mountain Trail testent le couple cheval-cavalier sur sa capacité à travailler ensemble et en harmonie en franchissant en toute sécurité des obstacles naturels comme ceux qu'ils pourraient rencontrer lors d’une randonnée. Ces épreuves se veulent à la fois formatrices, sécuritaires et ludiques[32].

#### Disciplines de courses
- Courses de galop à poney : discipline pratiquée en compétition sur les hippodromes, elle est réservée aux enfants de 7 à 16 ans. Ces courses sont organisées par l'Association Nationale des Courses de Trot et Galop à Poney (ANCTGP) en partenariat avec la Fédération Française d’Équitation. Les courses sont de plat ou d’obstacles (cavaletti, haies, steeple ou cross)[33].
- Trot à poney (Trot Top Tour)  : en partenariat avec la Société d’Encouragement du Cheval Français (SECF), la FFE organise des courses de trot attelé réservées aux poneys et aux jeunes de 7 à 16 ans qui se courent sur les hippodromes[34].

#### Disciplines culture et tradition
- Amazone : seule équitation où la cavalière monte les deux jambes du même côté du cheval grâce à une selle spécifique. Si toutes les disciplines peuvent être pratiquées avec la monte en amazone, le dressage est privilégié[35] ;
- Cheval de chasse : les compétitions d'équitation de chasse à courre sont organisées en coopération avec la Société de Vénerie. Effectuées pour le cavalier en tenue d’équipage ou en tenue d’invité, elles comportent un parcours routier de 7 à 10 km, une épreuve d'obstacles en trois parties (maniabilité, cross, sagesse) et une épreuve de présentation. Elles peuvent être concourues à cheval, à poney et en amazone[36].
- Équitation islandaise : équitation pratiquée avec un cheval islandais qui dispose en plus des trois allures habituelles le tölt et l'amble, les épreuves, de niveau Club, sont destinées à valoriser les qualités spécifiques de ces chevaux Toutefois, toutes les races de chevaux peuvent y participer[37].
- Équitation de travail et tradition : à la fois sportive et culturelle, cette discipline a pour objet de préserver et de développer les compétences équestres, à cheval et à poney, relatives à la conduite et au tri du bétail issues de l'équitation Camargue, de la Doma vaquera, de l'équitation portugaise, de l'équitation western et de l'équitation de Stock néo-calédonienne. Les épreuves comportent jusqu'à 8 tests choisis parmi les suivants : reprise de travail, maniabilité technique, maniabilité chronométrée, tri technique, tri chronométré, conduite du troupeau, ranch sorting, parcours de pays[38].
- Ski joëring : activité combinée de déplacements tractés par un ou plusieurs équidés, sur neige ou tout autre type de terrain : herbe, sable, piste type hippodrome…., cette discipline, pratiquée au niveau Club, tire son originalité d'être un trait union entre deux sports qui pouvaient sembler n'avoir aucun point commun[39] ;
- Tir à l'arc à cheval ou archerie équestre : inspirée par la tradition asiatique, cette discipline allie deux activités sportives traditionnelles, l'équitation et le tir à l'arc. Le cavalier à cheval et en mouvement doit tirer, dans un temps déterminé, des flèches dans une ou plusieurs cibles en ligne droite ou sur un parcours de chasse vallonné, sur une piste encadrée. Cette discipline requiert, pour le cavalier, de savoir allier vitesse et précision[40].

### Autres disciplines du sport équestre
Ces différentes disciplines ne sont gérées ni par la FEI ni par la FFE.

#### Disciplines diverses
- Oulak : sport collectif équestre kirghiz dans lequel une chèvre ou un mouton décapité sert de balle. Deux équipes de cinq cavaliers s'opposent pour s'emparer de la carcasse et la mettre dans le but adverse un maximum de fois sur une durée de 20 minutes.
- Polo : sport équestre collectif le plus ancien dans lequel deux équipes de quatre cavaliers s'affrontent en envoyant une balle dans les buts adverses grâce à un long maillet ;
- Polocrosse : mélange de polo et de crosse. Chaque joueur utilise une raquette comparable à une épuisette dans laquelle la balle en mousse légère et élastique est portée. L'objectif est de lancer la balle dans les buts adverses ;

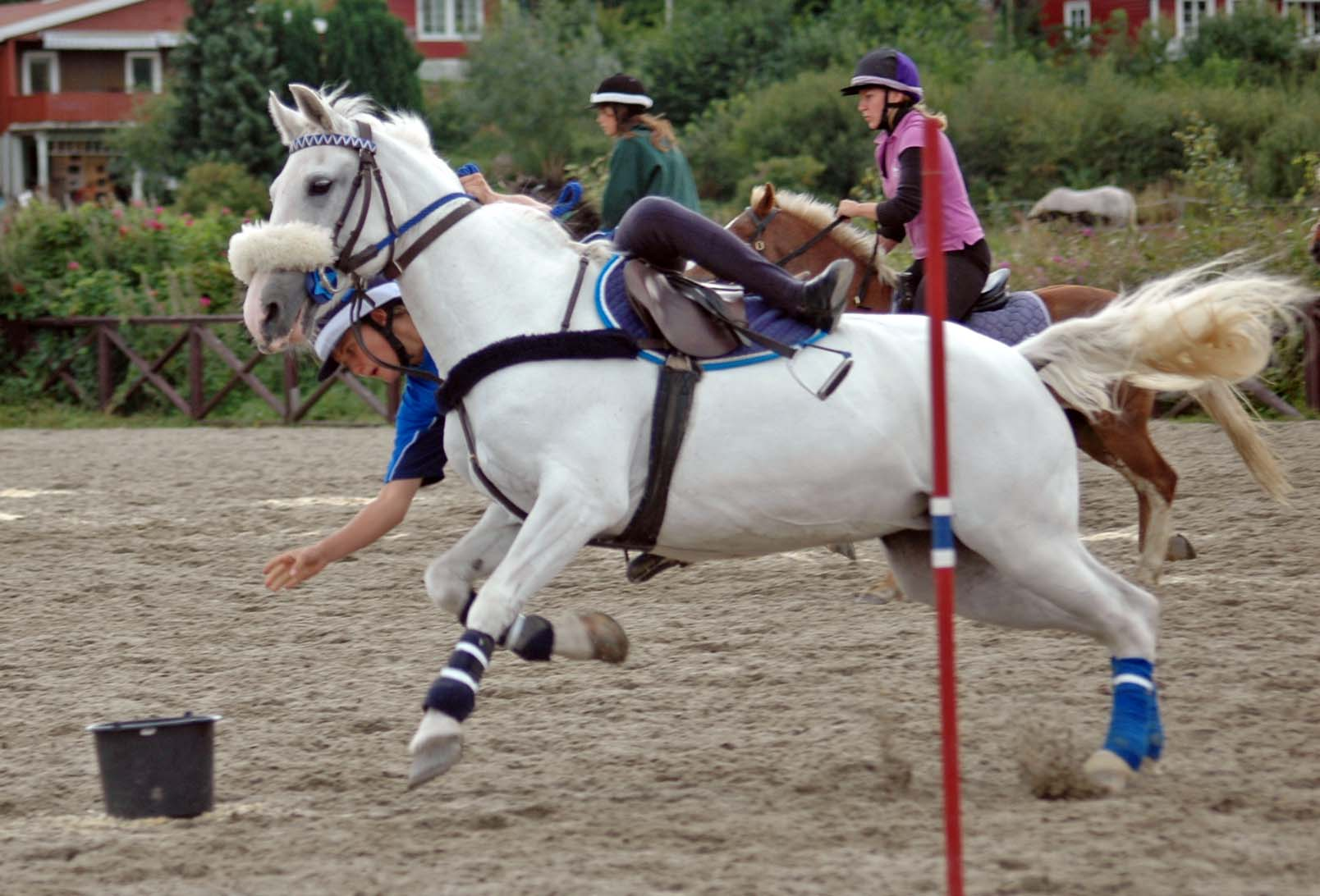
Pony Games : La tour de Windsor.

- Randonnée équestre : tout simplement voyager à cheval, la randonnée est reconnue en tant que discipline par la Fédération française d'équitation même si elle est exempte de compétition. Cette activité, très pratiquée, a pour particularité de pouvoir être exercée "chez soi", en dehors de tout lien avec un organisme équestre professionnel ;
- Voltige cosaque : se pratique le plus souvent en ligne, parfois entre deux fils tendus pour délimiter le couloir. Les figures sont variées et très spectaculaires.

#### Disciplines de tradition
- Doma vaquera : équitation d'origine andalouse et liée à la garde des taureaux de combat. Elle nécessite un dressage fin et particulier ;
- Équitation Camargue : née du travail du gardian face aux taureaux, l'équitation Camargue se pratique sur des chevaux Camargue, avec un matériel spécifique et des épreuves qui font appel aux compétences de dressage ;
- Rodéo chilien : deuxième sport le plus populaire au Chili après le football. Le Rodéo est constitué de collera, composé de deux huasos, ouvriers agricoles chiliens, montés sur leurs chevaux qui doivent arrêter le taureau.
- Attelage de tradition : discipline dont l'objectif est de maintenir l'art traditionnel de l'attelage et la sauvegarde du patrimoine hippomobile. La voiture doit être d'un ancien modèle.

## Fédérations sportives
- Fédération équestre internationale
- Fédération française d'équitation
- Fédération internationale de polo
- Fédération française de polo